# 洲際液化天然氣接收站
洲際液化天然氣接收站位於臺灣高雄市小港區高雄港洲際貨櫃中心第二期上，該接收站由台灣中油公司所推動，預計2024年正式啟動規劃作業，也是暨台塑企業所規劃的麥寮第六液化天然氣接收站之後的第七液化天然氣接收站，因此又稱為七接，完成後也將成為臺灣最南端的液化天然氣接收站。

## 沿革

### 背景

#### 高雄港洲際貨櫃中心
因應高雄港貨運吞吐量成長，以及提升高雄港之國際競爭力，由行政院推動高雄港洲際貨櫃中心第一期與第二期工程，其中第二期工程於2011年3月10日核定實施，於高雄港第二港口左側外海填築新生地，除興建多座深水碼頭外，亦規劃將高雄港舊港區石化油品儲運業者搬遷至此。

#### 大林電廠更新改建計畫第二期
大林發電廠為台灣電力公司所屬的南部地區重要火力發電廠，配合既有的第一號與二號機組屆齡除役，台電公司啟動大林電廠更新改建計畫，原先計畫利用舊一號機與二號機拆除後與紅毛港聚落遷村的土地興建四部800MW的超超臨界燃煤機組，後因居民抗爭與環保因素，降為兩部800MW超超臨界機組，於2018年2月與2019年10月完成新一、二號機商轉。
台電公司考量大林發電廠第三號、四號、五號機組相繼除役，加上第三核能發電廠除役，興達發電廠燃煤氣力機組除役等多項因素下，開始規劃大林電廠更新改建計畫第二期，利用三號、四號機拆除後的土地新設兩部總計1,400MW的燃氣複循環發電機組。並於2022年底正式提送行政院環保署環境影響評估審查，經兩次初審決議補正後通過。

### 規劃
因應台電公司即將在大林發電廠新設燃氣複循環發電機組，以及南高雄各工業區的工業鍋爐陸續轉型為燃氣鍋爐等因素下，台灣中油公司考量北方暨設永安液化天然氣接收站除供應興達發電廠外亦擔負液化天然氣向北輸運的重責大任，因此規劃就近於高雄港洲際貨櫃中心的石化專區新建洲際液化天然氣接收站，除可直接拉管至大林發電廠外，亦可供應各工業區內的商業用鍋爐，而該接收站為台塑六輕工業區規畫的第六接收站之後提出，因此又稱為第七液化天然氣接收站。
2023年1月14日中油公司於大林埔地區舉辦七接環評前說明會，引發當地居民及眾多環保團體抗議，並要求先完成大林浦遷村作業，再來談七接興建計畫。2024年12月通過環評審查作業，目標計畫2030年完工啟用，總投資金額2022年5月原先估計為新臺幣500至600億之間，同年11月投資預估提高至900億元。

## 廠區規劃
洲際液化天然氣接收站2022年5月初步規劃占地約37.4公頃，接收站設於洲際貨櫃中心西南側海域上，並增設外廓防波堤，陸上設施包含6座18萬公秉儲氣槽、氣化設施等。
同年11月新規畫改為占地面積約40公頃，興建4座18萬公秉儲氣槽，並設置陸上輸氣管直接供應大林發電廠與大林埔配氣站，以供應週邊工業區，另與北邊的永安接收站互聯，可分擔永安接收站供應興達發電廠與南部發電廠的供氣壓力。